# 地下鄉愁藍調 (散文集)
《地下鄉愁藍調》，是台灣作家馬世芳2006年底在時報文化所出版的一部散文集，取名自美國歌手Bob Dylan在1965年所發行的同名單曲唱片《Subterranean Homesick Blues》之中文譯名；這張唱片代表的含意，是原為民謠詩人的Dylan正式宣告揮別過去、踏入搖滾樂的殿堂。自小家中就是校園民歌歌手集散地的馬世芳，累積大量的音樂知識，在沉浸十年後所寫出的第一部散文集，書中多為作者自己的記憶與經歷；書名與內容的相映，更明白地使讀者了解作者所要說的故事。

## 內容簡介
全書共分二十篇小散文，內容包羅萬象，而多是馬世芳自身的經歷。像是他如何在懵懂無知的年紀，一腳踩入其自嘲為無盡深淵——搖滾樂；或是他與相隔千萬里的西雅圖中年男子，因為Bob Dylan的唱片而結為好友。也有作者分享他自己對音樂相關的知識與看法，如被稱為「黨外歌曲」的《美麗島》、李雙澤「唱自己的歌」所引領起的自省風潮；亦或是Bob Dylan、John Lennon等西洋歌手，是如何藉由音樂——在書中特別指搖滾樂——來影響這個世界。全書圍繞在1960和1970年代，這個搖滾樂最蓬勃興盛的時期。而1971年出生的馬世芳，用極富情感又隨性的手法，來說他未曾親臨、卻又迎頭趕上的故事。為本書兼序的詹宏志，就寫道：「馬世芳彷彿是一個老靈魂裝錯了青春的身體。」馬世芳，在三十歲的年紀，說著四十歲以上的故事，這就是《地下鄉愁藍調》。

## 各界評語
- 張曉舟：「現在馬世芳又掏出一份有血有肉有骨有氣的個人成長史與時代鑒證書，並砰然打開每一位讀者的音樂成長記憶之門。」
- 王小峰：「《地下鄉愁藍調》可以看成是三十五歲的馬世芳的回憶錄，回憶他上中學到大學的那段日子，因為有音樂，天空總是顯得格外的藍。」
- 顏峻：「有時候我會對自己說：有本事你也寫這麼一本。」

## 獲獎
- 2006年《聯合報》【讀書人周報】年度非文學類最佳書獎
- 2008年台北國際書展「Books from Taiwan 2008」